# Hermann Erbe-Vogel
Hermann Erbe-Vogel (* 5. August 1907 in Hof (Saale); † 15. Dezember 1976 in Freyung; gebürtig Hermann Vogel) war ein deutscher Maler.

## Leben
Der Sohn des Kaufmanns Karl Hermann Vogel und seiner Ehefrau Hermine Marie Luise Erbe gelangte 1917 mit seinen Eltern nach Nürnberg und besuchte nach einer Kaufmannslehre 1926 bis 1929 die dortige Kunstgewerbeschule. Danach studierte er von 1929 bis 1931 an der Kunstakademie Berlin, an das sich weitere Studien an der Académie des Beaux-Arts in Paris (1931 bis 1932) und an der Akademie der Bildenden Künste in München (1932 bis 1934) anschlossen.
1934 zog er mit Hermine van Hees, die er 1935 heiratete, nach Frauenau, wo er fortan lebte. Zu Ehren seiner Großmutter legte er sich 1935 den Beinamen „Erbe“ zu. Den Zweiten Weltkrieg verbrachte er als Angehöriger der Kriegsmarine.
1946 gehörte er zu den Gründungsmitgliedern der Donau-Wald-Gruppe, in deren Rahmen er an zahlreichen Ausstellungen im In- und Ausland teilnahm. Erbe-Vogel malte vor allem Porträts, Stillleben und Landschaften. Nach und nach fanden seine Werke größere Anerkennung. Ab 1956 unternahm er zahlreiche Studienreisen nach Frankreich, Belgien, die Niederlande, Italien und Jugoslawien.
Hermann Erbe-Vogel hatte eine Tochter, Veronika Hermine (1934 bis 2007). Er ist auf dem Friedhof von Frauenau begraben. In seinem ehemaligen Wohnhaus wird eine Erinnerungsstätte gepflegt.

## Auszeichnungen
- 1968: Kulturpreis Ostbayern
- 1972: Ehrenbürgerschaft der Gemeinde Frauenau
- 1976: Kulturpreis des Bayerischen Wald-Vereins